# 陳宇祥
陳宇祥（2001年5月12日—），臺灣男歌手。畢業於新竹市國立新竹高級中學和台北市國立政治大學廣播電視學系。

## 背景
2019年4月，陳宇祥所就讀的新竹高中報名了由擎天娛樂發行的2019全國高中原創畢業歌合輯。經過一連串交叉投票以後，新竹高中成為了三十所其中一所入選的學校，並與其他入選學校聯合發表了2019全國高中生大合唱《飛鳥》專輯。陳宇祥也是《飛鳥》作詞組裡的其中一員。

2019年5月26日，陳宇祥在YouTube頻道上推出了新竹高中72屆畢業歌，並參與了填詞、編曲、主唱。他也同時是錄影帶製作的監製、編劇。隨後，新竹高中的畢業歌拿下了「2019年高校畢業歌人氣票選」的冠軍。
同年6月，陳宇祥從新竹高中畢業。並以第一志願考進國立政治大學廣播電視學系，同時為新竹高中的市長獎得主。
《沙漏》獲得高校畢業歌冠軍後，陳宇祥正式簽約為培訓歌手，最終在2022年2月28日正式出道。

## 音樂作品

### 單曲
| 推出日期 | 曲目            | 作曲                 | 填詞                     | 編曲               | 音樂總監 | 備註                                        |
| 2019年   |                 |                      |                          |                    |          |                                             |
| 5月26日  | 沙漏Semicolon   | 黃子君、陳宇祥       | 陳宇祥                   | 黃子君、陳宇祥     |          | 新竹高中72屆畢業歌 收錄於 飛鳥 (畢業歌專輯) |
| 2022年   |                 |                      |                          |                    |          |                                             |
| 2月28日  | Gone            | 邵豪、Nay Shalom     | 邵豪、Nay Shalom         | 周顯哲             | 張耕宇   | 電視劇《我和我的鋼四壁》插曲                |
| 6月5日   | 懸空 Vacant     | 佳旺、傅健穎、許媛婷 | 佳旺、傅健穎、許媛婷     | 黃冠豪             | 張耕宇   | 電視劇《親愛的亞當》插曲                    |
| 2023年   |                 |                      |                          |                    |          |                                             |
| 3月4日   | One More Chance | 印永焄               | 孫雪菲                   | 黃冠豪             |          | 電視劇《夏花》插曲                          |
| 6月3日   | White Lies      | 姜翃頤               | 姜翃頤、張哲銘           | 蔡侑良             | 張耕宇   | 電視劇《最佳利益3－最終利益》插曲           |
| 7月5日   | 交換寂寞        | 陳宇祥               | 陳宇祥                   | 藍偉恩             | 張耕宇   | 劇情短片《我的野餐叔叔》主題曲              |
| 9月3日   | 活著 Alive      | 陳宇祥               | 陳宇祥                   | 楊恢宇 G.B、吳育澤 | 張耕宇   | 電視劇《沒有你依然燦爛》插曲                |
| 9月17日  | Moving On       | 邵豪、Nay Shalom     | 邵豪、Nay Shalom、陳宇祥 | 吳育澤             | 張耕宇   | 電視劇《有生之年》插曲                      |
| 2024年   |                 |                      |                          |                    |          |                                             |
| 5月12日  | 離開雨季 Demo   | 陳宇祥               | 陳宇祥                   | 廖于任@公館青少年  |          |                                             |

### 幕後製作
| 推出日期 | 曲目           | 參與部分                   | 備註               |
| 2019年   |                |                            |                    |
| 5月26日  | 沙漏 Semicolon | 監製、編劇（MV 製作）      | 新竹高中72屆畢業歌 |
| 2020年   |                |                            |                    |
| 6月13日  | 暖光           | 導演、攝影、剪接（MV製作） | 新竹女中72屆畢業歌 |

## 其他作品

### 幕後作品[8]
| 年份   | 作品名稱                                 | 參與部分   | 備註              |
| 2022年 | 《WRONG NUMBER》劇情短片                 | 副導演     |                   |
| 2022年 | 《守味》紀錄短片                         | 導演       |                   |
| 2023年 | 《我的野餐叔叔 My Uncle Picnic》劇情短片 | 導演、剪輯 | 政大廣電 畢業製作 |
| 2023年 | 《負債旅遊團》實境節目                   | 製作人     | 政大廣電 畢業製作 |

## 演出

### 音樂會
| 日期     | 音樂會名稱     | 合作歌手 | 場地           | 備註 |
| 2022年   |                |          |                |      |
| 7月16日  | 松菸玩味實驗場 |          | 誠品生活松菸店 |      |
| 11月25日 | 成為歌手の日常 | 陳佩賢   | 誠品生活南西店 |      |

## 演唱會

### 嘉賓
| 日期    | 演唱會名稱         | 舉辦歌手   | 場地                         | 演唱歌曲                       | 備註 |
| 2021年  |                    |            |                              |                                |      |
| 3月19日 | 《好好》音樂會     | 李宣榕     | 台北：河岸留言西門紅樓展演館 | 《水星記》                     |      |
| 2023年  |                    |            |                              |                                |      |
| 6月11日 | 新歌小專場《星星》 | 公館青少年 | 台北：河岸留言音樂藝文咖啡   | 《懸空》、《不要再下雨下雨啦》 |      |
| 2024年  |                    |            |                              |                                |      |
| 1月6日  | 《I Am》LIVE TOUR  | 陳佩賢     | 台北：女巫店                 | 《懸空》、《交換寂寞》         |      |
| 3月16日 | 《I Am》LIVE TOUR  | 陳佩賢     | 台北：後台 Backstage Café    | 《Hey Life》、《懸空》         |      |

## 獎項
| 年份   | 作品名稱                         | 頒獎單位        | 獎項性質 | 獎項類別   | 結果 | 備註 |
| 2024年 | 《我的野餐叔叔 My Uncle Picnic》 | 第49屆藝美獎    | 電視類   | 編劇獎     | 獲獎 |      |
| 2024年 | 《我的野餐叔叔 My Uncle Picnic》 | 第49屆藝美獎    | 戲劇類   | 導演獎     | 提名 |      |
| 2024年 | 《我的野餐叔叔 My Uncle Picnic》 | 第49屆藝美獎    | 戲劇類   | 剪輯獎     | 提名 |      |
| 2024年 | 《我的野餐叔叔 My Uncle Picnic》 | 第2屆校園鑫馬獎 | 不適用   | 最佳劇本獎 | 獲獎 |      |

## 外部連結
- 陳宇祥的Facebook專頁
- 陳宇祥的Instagram帳戶
- YouTube上的陳宇祥Shawn頻道
- 陳宇祥Shawn的街聲Street Voice帳戶 （页面存档备份，存于）